# The Jackal
The Jackal (Chacal en España, El chacal en Latinoamérica) es una película estadounidense de 1997 de acción-suspenso dirigida por Michael Caton-Jones, y protagonizada por Bruce Willis, Richard Gere y Sidney Poitier —en su última participación en una película—. Es una adaptación de la novela El día del chacal (1971), de Frederick Forsyth, así como de la película de 1973; ambas consisten en la búsqueda de un asesino a sueldo apodado 'El chacal', pero a diferencia de la novela y film originales, esta película no trata de un atentado contra la vida del presidente francés Charles de Gaulle -basado en hechos reales-, sino sobre una supuesta conspiración rusa contra Estados Unidos. The Jackal recibió críticas mayormente negativas, Roger Ebert dijo: «Me impresionó por lo absurdo. Apenas hubo algún segundo que me tomara en serio».

## Argumento
El FBI y el MVD trabajan juntos para conseguir arrestar a Ghazzi Murad, un mafioso ruso. Después de conseguir pruebas contra él, quieren arrestarlo formalmente, pero él se resiste violentamente, por lo que tienen que matarlo. Su hermano Terek Murad, un mafioso muy poderoso, decide vengarse por lo ocurrido. Entre otras cosas contrata a una asesino profesional llamado El chacal para matar a un americano muy importante como parte de esa venganza.
Nadie jamás ha visto la cara del asesino. Por ello reclutan a un terrorista del IRA encerrado en los Estados Unidos para atraparlo, ya que él y su antigua amiga son los únicos que lo han visto  y, como consecuencia pueden identificarlo. Acceden a cambio de tener una nueva vida y tener así la oportunidad de vengarse del hombre que causó la muerte de su hijo común aún no nacido, lo que causó la ruptura entre ambos. Sin embargo El chacal tiene un topo entre las fuerzas de seguridad y está por ello en ventaja, por lo que puede eludir a las autoridades y matar en provecho de su misión. Cuando se entera de que Declan les ayuda, él intenta matarlo, pero falla. 
Finalmente descubren el topo -es un alto mando del MVD con acceso al FBI- pero no a tiempo para evitar que el chacal intente matar luego a su amiga Isabella. Como en el último momento se va del lugar como precaución, solo puede matar a los tres agentes en el lugar para enviar así un mensaje a Declan de no interferir más. Sin embargo, Declan logra descubrir que el objetivo del Chacal es matar a la primera dama de los Estados Unidos. Pueden así detenerlo en el último momento y, en un último combate, el miembro del IRA y su amiga pueden matar al hombre que destruyó sus vidas antes de que los mate él. Tras eso Declan, el terrorista del IRA, es dejado extraoficialmente libre y puede regresar a Irlanda, mientras que su amiga Isabella vuelve otra vez a su vida. También se insinúa que el topo está acabado por lo que hizo y que Terek Murad será el próximo.

## Reparto
| Actor            | Personaje              |
| ---------------- | ---------------------- |
| Bruce Willis     | El chacal              |
| Richard Gere     | Declan Joseph Mulqueen |
| Sidney Poitier   | Carter Preston         |
| Diane Venora     | Valentina Koslova      |
| Mathilda May     | Isabella Celia Zancona |
| J. K. Simmons    | Timothy I. Witherspoon |
| Richard Lineback | Agente McMurphy        |
| Jack Black       | Ian Lamont             |
| John Cunningham  | Donald Brown           |

## Recepción
A pesar  de este reparto lleno de estrellas, la película no tuvo el éxito deseado y la crítica tampoco la acogió muy bien.